# Кобудо
Кобудо (яп. 古武道, kobudō — «стародавній бойовий шлях» або «стара бойова техніка») — традиційне японське бойове мистецтво, що включає вивчення та використання класичної зброї Окінави. Часто розглядається як частина або доповнення до карате, але має окреме походження і технічну базу.

## Історія
Кобудо виникло на Окінаві, одному з Рюкюських островів, у період, коли зброя була заборонена місцевому населенню владою самураїв (зокрема, після вторгнення японського клану Сацума у 1609 році). Місцеві жителі були змушені розвивати мистецтво самозахисту, використовуючи підручні знаряддя праці — наприклад, жердини, весла, ціпи, серпи тощо.

## Основна зброя
У кобудо вивчається низка традиційної зброї. Найпоширенішими є:
- Бо — довга палиця (близько 180 см);
- Сай — металеві трипроменеві кинджали;
- Тонфа — рукоятки, подібні до сучасних поліцейських кийків;
- Нунчаку — дві палиці, з'єднані мотузкою або ланцюгом;
- Кама — короткі серпи;
- Ейку — весло, пристосоване як зброя;
- Сурудзін — мотузка з вантажами на кінцях.

## Школи та стилі
Існує кілька шкіл і стилів кобудо, серед яких найвідомішими є:
- Окінава кобудо — традиційний напрям, що розвивався разом із окінавським карате;
- Рюкю кобудо — стиль, який зосереджує увагу на техніках стародавньої зброї;
- Матайоші-кобудо — одна з відомих шкіл, названа на честь Матайоші- Шінпо;
- Шінсюкай — організація, що займається популяризацією кобудо в Японії та за її межами.

## Зв’язок з карате
Кобудо часто викладається паралельно з карате, оскільки обидва мистецтва походять з Окінави та мають спільні технічні принципи. Проте кобудо зосереджене саме на володінні зброєю, тоді як карате — на техніці без зброї.

## Популяризація у світі
У XX столітті кобудо набуло популярності за межами Японії. Його поширенню сприяли майстри, які подорожували світом, проводили семінари та засновували школи. Сьогодні кобудо практикується в багатьох країнах Європи, Америки та Азії.